# Wilhelm Ludwig Hoffmann
Wilhelm Ludwig Hoffmann (* 27. Dezember 1748; † 9. Oktober 1830 in Darmstadt) war ein deutscher Jurist und Großherzoglich-hessischer Hofgerichtsrat.

## Leben
Wilhelm Ludwig Hoffmann war der Sohn des Regierungsrats Christoph Ludwig Hoffmann (1720–1786) und dessen Ehefrau Anna Regina Merck (1730–1759), Tochter des Johann Franz Merck und der Elisabeth Catharina Münch.
Am 10. Dezember 1788 heiratete er in Alsfeld Maria Elisabeth Kick (1766–1834, Tochter des Kaufmanns Johann Leonhard Kick und der Marie Elisabetha Semler). Aus der Ehe gingen die Kinder
- Georg Philipp (1791–1869, Großherzoglich-Hessischer Hofgerichtsrat)
- Johann Karl Wilhelm (1793–1871, Fabrikant),
- Magdalena (1797–1877, ⚭ 7. Juni 1820 Heinrich Emanuel Merck, Begründer und Inhaber der Firma Merck),
- Christoph (1802–1859, Landrat)
- Marie Henriette Amalie (1802–1834,  ⚭ 16. Oktober 1820 August Friedrich Hahn, Oberappellationsgerichtspräsident in Darmstadt)

hervor.
Er absolvierte ein Studium der Rechtswissenschaften an der Georg-August-Universität Göttingen, wo er Schüler der Professoren Justus Claproth, Johann Stephan Pütter, Heinrich Christian von Selchow und Georg Ludwig Böhmer war. In Gießen war er Schüler von Andreas Böhm und Johann Christoph Koch. Hoffmann wurde Großherzoglich-hessischer Hofrat und Advokat am Hofgericht. Am Oberappellationsgericht Darmstadt hatte er über Jahre die Funktion eines Prokurators inne.